# 陆奥赤石站
陆奥赤石站（日语：／ Mutsu-Akaishi eki */?）位于青森县西津轻郡鲹泽町大字赤石町字名原，是东日本旅客铁道（JR東日本）管辖的五能线上的鐵路車站。

## 历史
- 1929年11月26日 - 车站投入运营[1]。
- 1984年3月19日 - 车站无人化。
- 1987年4月1日 - 国铁分割民营化后成为JR东日本车站。
- 2012年8月 - 新站房投入使用。

## 车站结构
侧式站台1台1线的地上车站。原来2线车站，具有会让功能，现下行线已经废弃，存留线路为原上行线。站台建在曲线上。
五所川原站管理的无人车站。

## 相邻车站
東日本旅客铁道
■五能线
□快速
通过
■普通
陆奥柳田－陆奥赤石－鲹泽